# Anomalon chinense
Anomalon chinense är en stekelart som först beskrevs av Kokujev 1915.  Anomalon chinense ingår i släktet Anomalon och familjen brokparasitsteklar. Inga underarter finns listade i Catalogue of Life.